# Неданчичи (таможенный пост)

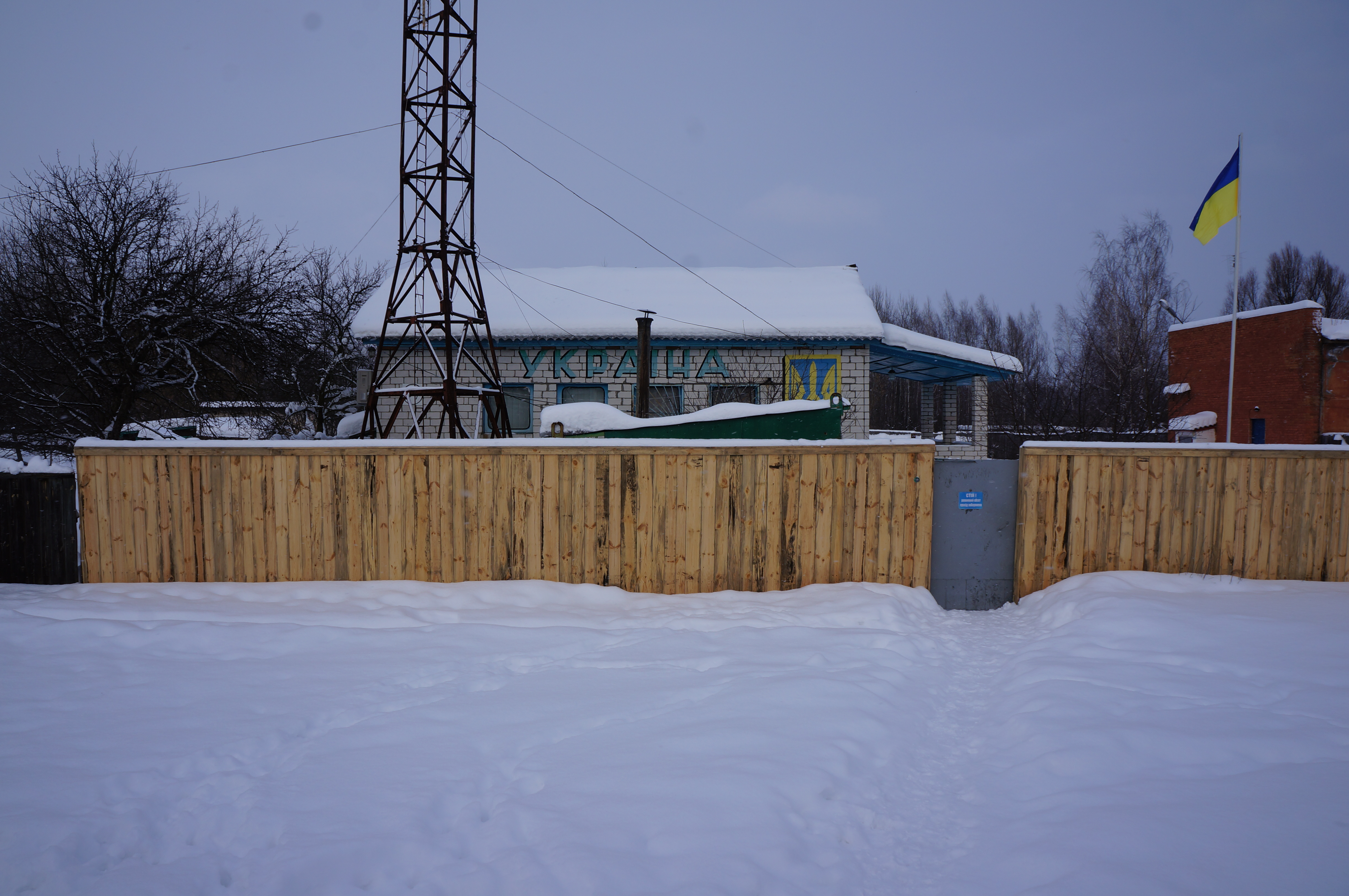

Неда́нчичи (укр. Неданчичі) — пункт пропуска через государственную границу Украины на границе с Белоруссией.

## Описание

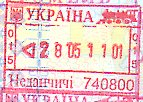
Штамп

Расположен в Черниговской области, Черниговский район, на железнодорожной станции Неданчичи в одноимённом селе на железнодорожном отрезке Чернигов — Иолча (Белоруссия) — Семиходы (Украина), обслуживающий Чернобыльскую атомную электростанцию. С белорусской стороны находится пункт пропуска «Иолча».
Вид пункта пропуска – железнодорожный. Статус пункта пропуска – международный, местный.
Характер перевозок – пассажирский, грузовой.
Пункт пропуска «Неданчичи» может производить только радиологический, таможенный и пограничный контроль.